# Bremer Landhaus

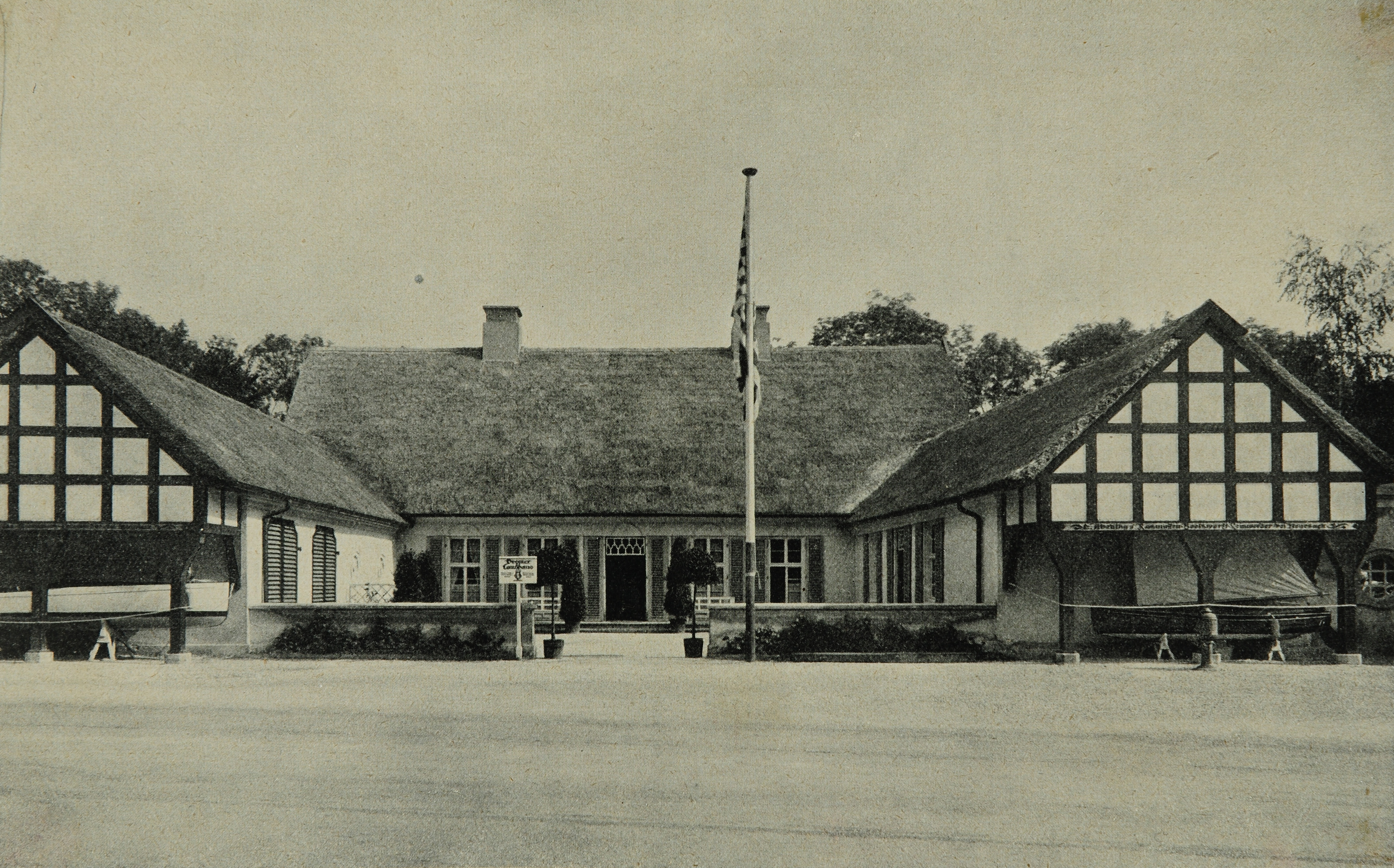
Das Bremer Landhaus auf der Deutschen Gewerbeschau in München 1922, Ansicht von vorn

Das Bremer Landhaus war ein 1922 für die Deutsche Gewerbeschau München von dem Bremer Architekten Heinz Stoffregen entworfenes Gebäude, das die Hansestadt Bremen auf der Schau repräsentierte. Die Ausstellung sollte beweisen, „dass in Deutschland umfangreiche industrielle, handwerkliche und künstlerische Arbeit geleistet wird, die höheren und höchsten Ansprüche zu genügen vermag“ (amtlicher Ausstellungsführer).

## Hintergrund

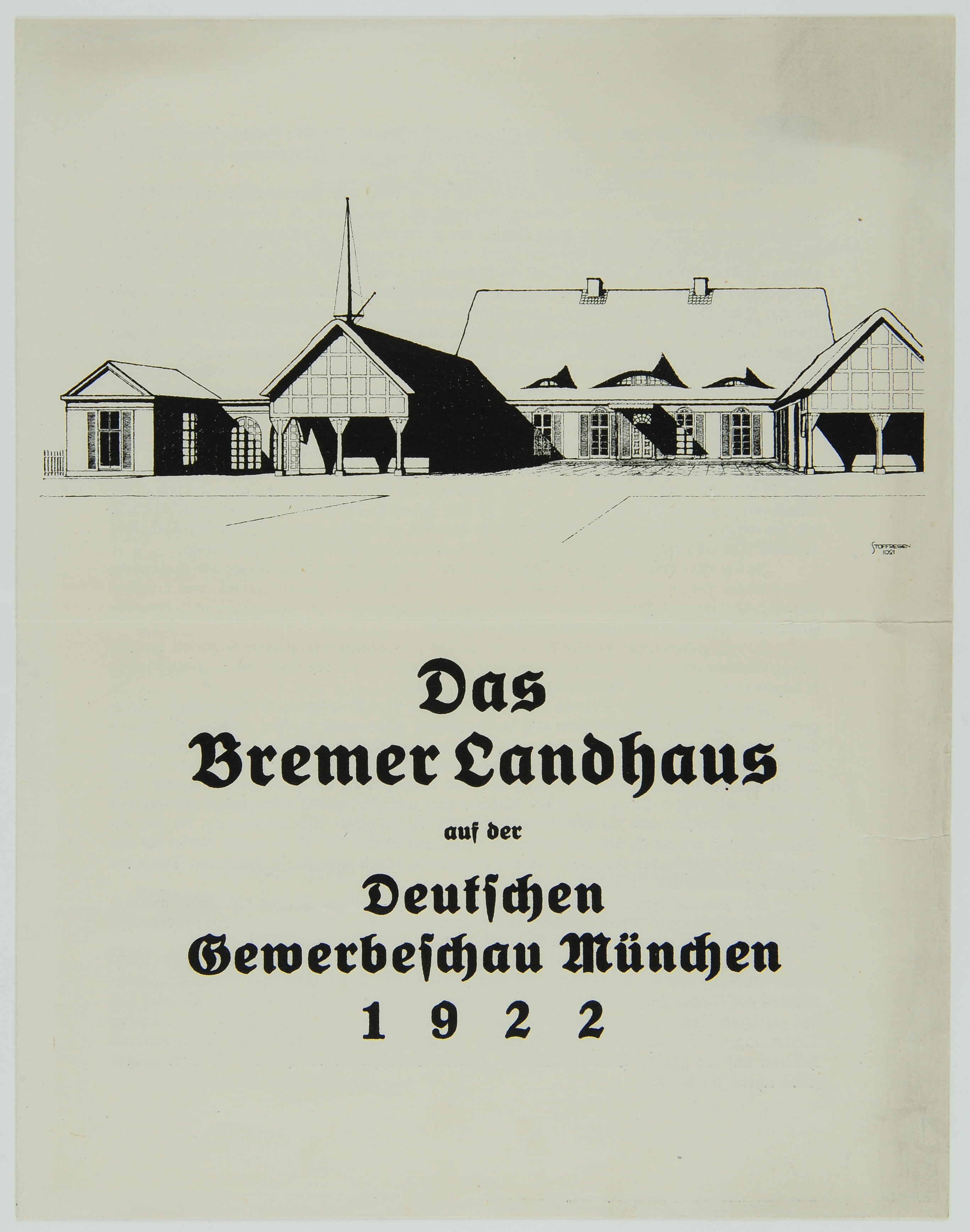
Ansichtsskizze

Die Bremer Kunstszene zu Beginn des 20. Jahrhunderts, zu der Autoritäten wie Rudolf Alexander Schröder, Ludwig Roselius, Emil Högg, Hugo Wagner und Heinz Stoffregen gehörten, galt als konservativ. Für die Gewerbeschau 1922 in München galt es, einen Pavillon zu entwerfen, der den konservativen Rahmen des Bremer Kunstgewerbes repräsentierte. Ursprünglich war vorgesehen, „mit Hilfe der gesamten Künstlerschaft Bremens ein zusammenhängendes Ganzes zu gestalten.“ Dieser Versuch scheiterte jedoch, und man übertrug „kurzerhand dem Architekten Stoffregen den Außenbau“.

## Gebäude

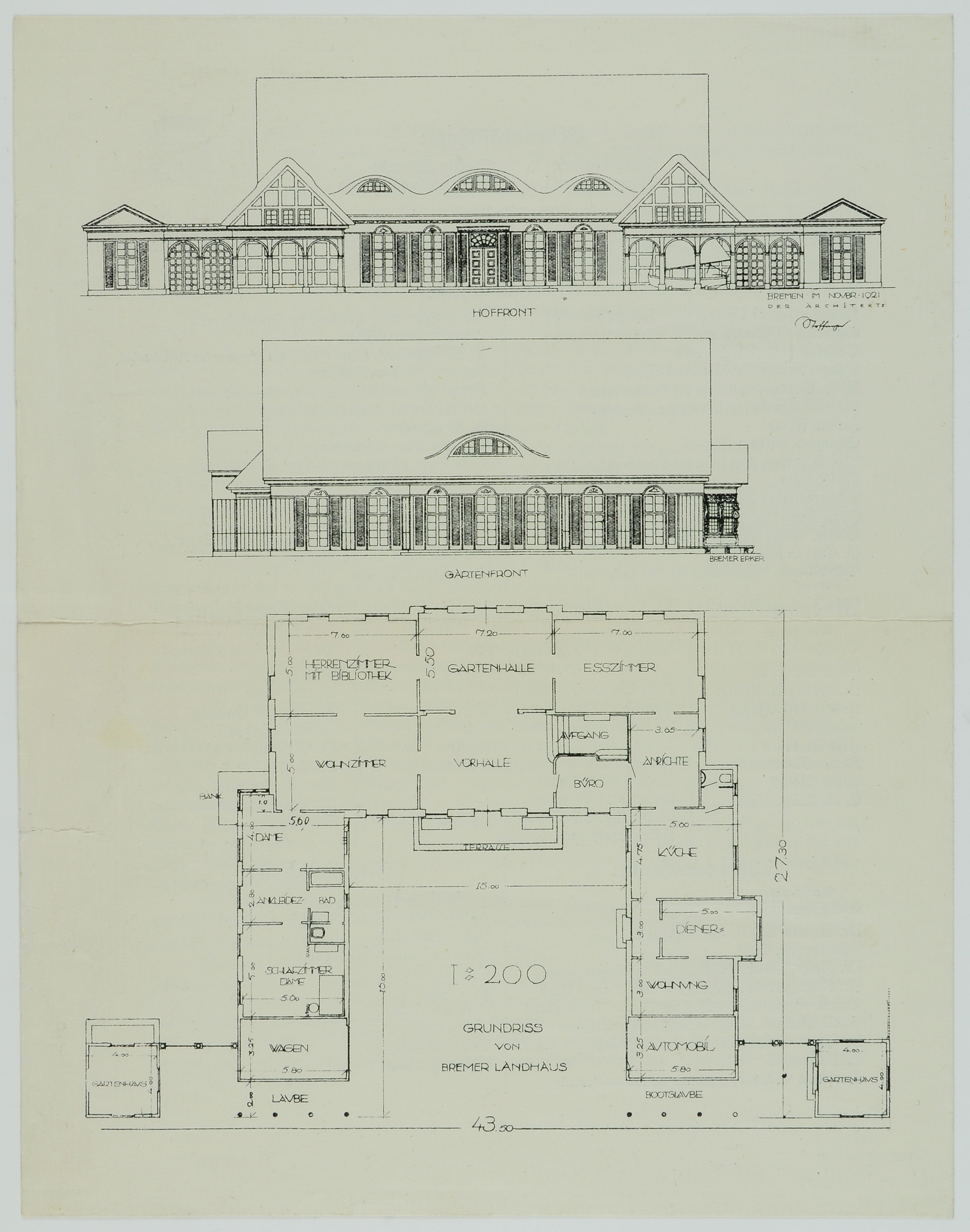
Ansicht und Grundriss (ursprüngliche Planung, 1921)

Stoffregen entwarf einen U-förmigen Gebäudekomplex nach Art eines Mehrseithofes im Stil des Biedermeier, dessen Reetdach weit herunter gezogen wurde. Alle Fenster und auch die Türen waren mit Fensterläden versehen, die Erdgeschossfenster reichten vom Boden bis fast zum Dachansatz. Die Giebel der Flügelgebäude wurden durch quadratisches Fachwerk gegliedert. Der Hof wurde an seiner Stirnseite durch eine niedrige, in ihrer Mitte offene Mauer begrenzt. Durch die Gestaltung und Anlage der Räume und des Gebäudes, das durch Ornamente über den Türstürzen sowie weitere künstlerische Elemente an den rückwärtigen Erkern verziert war, wurde deutlich, dass es nicht für die Landwirtschaft dienen, sondern das Landhaus eines wohlhabenden Bürgers darstellen sollte.

### Hauptgebäude
Der Grundriss des Hauses wies dem Hauptgebäude sieben Räume zu: Durch den Eingang gelangte man in eine Vorhalle, die mit einem offenen Kamin versehen war und von der rechts ein Büroraum abging. Außerdem konnte man geradeaus ins Musikzimmer gehen, von dem man nach links ins sogenannte Herrenzimmer und nach rechts ins Esszimmer gelangte. Vom Herrenzimmer und von der Vorhalle führte jeweils eine Tür zum Damenzimmer; vom Esszimmer aus kam man in das Frühstückszimmer.

### Linker Gebäudeflügel
Vom Damenzimmer aus gelangte man ins Schlafzimmer, das den Wohnbereich im linken Gebäudeflügel abschloss. Neben dem Schlafzimmer, aber nur vom Hof aus zugänglich, lagen der „Autoraum“ (Garage) sowie ein weiterer Raum für Wagen. Der linke Flügel wurde giebelseitig durch einen Laubengang abgeschlossen.

### Rechter Gebäudeflügel
An das Frühstückszimmer schloss sich im rechten Gebäudeflügel die Küche an. Durch die ins Gebäude eingesetzte Speisekammer, die an der Außenseite des Gebäudes erkerförmig herausragte, entstand hofseitig ein schmaler Flur, von dem aus man zu Fremdenschlaf- und -wohnzimmer kam. Auch dieser Flügel wurde giebelseitig durch einen Laubengang (die sogenannte „Bootslaube“) abgeschlossen.

### Inneneinrichtung
Die Inneneinrichtung des Gebäudes gestaltete Rudolf Alexander Schröder.

## Entstehung
Erste Entwürfe datieren vom November 1921. Stoffregen hatte zunächst vorgesehen, in beiden Seitenflügeln des Gebäudes jeweils eine Garage einzusetzen, wich davon jedoch bei der tatsächlichen Umsetzung ab. Außerdem waren die in München gezeigten Gastzimmer ursprünglich für das Dienstpersonal vorgesehen. Stoffregen bezeichnete die Auslucht, der durch das eingesetzte Zimmer im rechten Gebäudeflügel entstand, als „Bremer Erker“.
Am Bau und der Außenausstattung des Gebäudes beteiligte sich der Bildhauer E. Tölken aus Bremen, die Anstrichfarben kamen von der Firma Kapitän Schlüters Farben GmbH, den Klinker-Belag lieferte die 1908 gegründete Vereinigte Oldenburger Klinker-Werke GmbH aus Bockhorn (heute: Bockhorner Klinker GmbH), die Haustürdrücker kamen von der Firma Fr. Kallmeyer aus Bremen und die Gartenbänke wurden durch den Tischlermeister Fr. Ibendahl gefertigt.
Der Hausprospekt, der eine von Robert Kain in Form eines fiktiven Briefes verfasste Beschreibung des Hauses enthielt, listete die Ausstattungen der einzelnen Räume und die Hersteller der darin ausgestellten Dinge ausführlich auf. Demnach trugen zahlreiche, auch heute noch existierende Firmen zur Ausstattung des Hauses bei, u. a. die "Akt.-Ges. Norddeutsche Steingutfabrik Grohn bei Vegesack," die Bremer Schokoladefabrik Hachez & Co., die Bremer Rolandmühle AG und  M. H. Wilkens & Söhne AG. Die Yacht-Werft Abeking und Rasmussen aus Lemwerder stellte für die Bootslauben eine Jolle, eine Motoryacht, Boote und einen Flaggenmast zur Verfügung, die Hansa-Lloyd-Werke AG stellte in der Garage eine Limousine vom Typ 1 16 mit 50 PS aus.

## Rezeption
Der Rezensent Joseph Popp nahm in seinem Urteil zu dem Gebäude den Charakter des „Bremers“ zu Hilfe: Er sei „höchst konservativ“ (…) „Zähe und selbsbewusst hängt er am reichen Erbe seiner Väter und opfert es nicht ohne weiteres dem Neuen.“ Weiter schrieb er, dass „das meiste des Bremer Landhauses zu sehr an alte Zeit Gemahnendes“ verkörpere, „das da und dort selbst einen etwas tantenhaften Einschlag habe.“ Er kam zu dem Schluss, das Haus sei „im Grundtyp das niedersächsische Bauernhaus.“
Hermann Fitger meinte: „Vortrefflich wurde die Hansestadt auf der Deutschen Gewerbeschau 1922 in München repräsentiert durch Stoffregens Bremer Landhaus, dessen Inneneinrichtung Rudolf Alexander Schröder schuf.“
„Zu den Außenbauten gehörte auch das Bremer Haus, welches der Staat Bremen zur Vorführung Bremer Handwerkskunst errichtet hatte (Abb. 24). Es war ein großes, mit drei Flügeln um einen geräumigen Innenhof gelagertes, strohgedecktes Herrenhaus vornehmen Stils mit allen dazu gehörigen Nebenräumen, welches Architekt H. Stoffregen (Bremen) entworfen hatte,“ schrieb die Zeitschrift für Bauwesen in einer 1923 veröffentlichten Sammelausgabe, die einen Bericht über die Gewerbeschau enthielt.

## Erhaltungszustand
Das Gebäude wurde nicht erhalten.